# Burak Çoban
Burak Çoban (* 7. November 1994 in Heidenheim an der Brenz) ist ein deutsch-türkischer Fußballspieler.

## Sportlicher Werdegang
Çoban spielte in der Jugend zunächst für den Heidenheimer SB und folgte nach Ausgliederung der Fußballabteilung zum 1. FC Heidenheim. 2013 rückte er in die Reservemannschaft des Klubs auf, ehe er nach der Auflösung der Mannschaft im folgenden Jahr zum aufgrund einer Insolvenz in die Oberliga Baden-Württemberg abgestiegenen SSV Ulm 1846 wechselte, der eine neue Mannschaft aufbaute. In der Spielzeit 2015/16 stieg der Offensivspieler mit dem Klub in die Regionalliga Südwest auf, folgte aber einem Angebot des VfB Stuttgart und spielte für die ebenfalls in der Regionalliga antretende Reservemannschaft des Klubs. Dabei konnte er sich jedoch nicht durchsetzen und wechselte nach einer Saison zurück in die Oberliga, wo er für den FV Ravensburg auflief. Bereits in der Winterpause zog er weiter, nächste Station war der Bayern-Regionalligist FC Memmingen. Am Ende der Spielzeit 2017/18 belegte er mit der Mannschaft den Relegationsplatz, nach einer 2:3-Hinspielniederlage beim TSV 1896 Rain am Lech bedeutete sein Treffer zum 2:0-Endstand im Rückspiel in der Nachspielzeit den Klassenerhalt. Dennoch zog er weiter und lief für den Ligakonkurrenten FV Illertissen auf. Hier war er mit zwölf Saisontreffern einer der Leistungsträger.
Im Sommer 2019 kehrte Çoban zum SSV Ulm 1846 zurück. Hier war er unumstrittener Stammspieler, als die Mannschaft in der aufgrund der COVID-19-Pandemie in Deutschland vorzeitig abgebrochenen Spielzeit 2019/20 den siebten Platz belegte und das Endspiel um den WFV-Pokal 2019/20 erreichte. Beim erst im August ausgetragenen Finalspiel gegen die TSG Balingen stand er an der Seite von Niclas Heimann, Adrian Beck, Thomas Geyer, Vinko Šapina, Tobias Rühle, Felix Higl und Robin Heußer in der Startformation, mit einem 3:0-Erfolg qualifizierten sich die „Spatzen“ für den DFB-Pokal 2020/21. Dort erreichte die Mannschaft nach einem Erstrundenerfolg gegen Erzgebirge Aue die zweite Runde, beim Bundesligisten FC Schalke 04 schied sie mit einer 1:3-Auswärtsniederlage aus. Parallel erreichte er in der Meisterschaft den vierten Platz und erneut das Regionalpokalendspiel, in der Neuauflage des Vorjahresfinals setzte sich die Ulmer Mannschaft im WFV-Pokal 2020/21 mit dem gleichen Ergebnis erneut durch.
Nach Auslaufen seines Vertrags beim SSV Ulm 1846 wechselte Çoban im Juli 2021 in die Türkei zu Turgutluspor. Mit dem Drittligisten verpasste er am Ende der Spielzeit 2021/22 den Klassenerhalt. Dabei hatte er jedoch höherklassig auf sich aufmerksam gemacht und schloss sich Adanaspor in der zweitklassigen TFF 1. Lig an, wo er zu Saisonbeginn zwischen Startformation und Ersatzbank schwankte. Nachdem sich Adanaspor als Folge des schweren Erdbebens im Februar 2023 für den Rest der Saison vom Spielbetrieb zurückgezogen hatte, wechselte Çoban auf Leihbasis zum Ligarivalen Manisa FK.